# Pere de Torrelles i Sentmenat
Pere de Torrelles i Sentmenat o Pere de Sentmenat-Torrelles i de Perapertusa Marquès de Torrelles, fou un polític i militar català i austriacista que, el 1713, es declarà partidari de la guerra a ultrança durant la Guerra de Successió Espanyola.
Va néixer probablement a Barcelona l'any 1633. Era fill del noble Joan de Sentmenat i de Maria de Perapertusa. El seu pare era senyor de Sentmenat i senyor de Pera i de Vallparadís. Del matrimoni se'n coneix també una filla, Maria.
Pere de Torrelles va rebre la noblesa familiar i va heretar les senyories de Torrelles i de Pallejà. Tal com s'havia estipulat en els capítols matrimonials dels seus avis, Pere, que tenia com a cognoms propis Sentmenat i Perapertusa, va haver d'adoptar el cognom Torrelles per poder rebre l'herència Torrelles, procedent de la seva àvia, en haver estat el secundogènit en la successió hereditària. Per aquest motiu, Pere va enllaçar el cognom Torrelles amb el seu propi cognom Sentmenat.
La tardor del 1701 va participar en les Corts que proclamaren Felip V com a rei. Com a membre del braç militar, va presentar un dissentiment que va bloquejar les Corts i, per absència del comte de Peralada, va prosseguir a presidir el braç militar.
L'any 1703 va participar en la Conferència dels Tres Comuns i l'any 1704 esdevenia protector del braç militar, com a representant del qual va presentar una protesta al virrei Velasco protestant per l'empresonament de Ramon de Vilana Perlas, després del complot fallit de desembarcament austriacista a Barcelona.
El gener del 1705 Pere de Torrelles, com a protector del braç militar, va protestar contra les mesures repressives del virrei Velasco, que havia començat una gran purga dins de les elits catalanes després del complot austriacista a Barcelona.
El 28 d'octubre de 1705, en haver desembarcat ja l'arxiduc Carles d'Àustria a Barcelona, va ser nomenat membre de la Junta Reial d'Estat, juntament amb altres destacats austriacistes catalans com Manuel Sanjust i de Pagès, Bonaventura de Lanuza, el comte de Centelles, Josep Galceran de Pinós, Josep Terré i Joan Baptista Reverter. El càrrec l'ocuparen fins a l'inici de les Corts, el desembre del 1705.
El novembre del 1705 Pere de Torrelles va rebre de l'arxiduc Carles d'Àustria el títol nobiliari de marquès de Torrelles i el dia 24 del mateix mes va ésser nomenat governador del Principat de Catalunya. Aleshores tenia ja 72 anys. Va participar en les Corts tot presidint el braç militar i va formar part de la Junta de Mitjans per rebre préstecs de particulars per poder subvenir les urgències del moment.
Durant el setge borbònic de Barcelona de l'any 1706, va rebre la proposta de rendició del mariscal Tessé, que oferia la confirmació de les Constitucions de Catalunya i algunes concessions reials per part de Felip V si rendien la ciutat. Pere de Torrelles va resoldre no respondre a la proposició i no donar-la a conèixer. Durant els dies de setge, ell mateix es va personar en la defensa de la línia de comunicació i el fort de Montjuïc.
El governador de Catalunya Pere de Torrelles va passar la guerra a Barcelona. Del 30 de juny al 9 de juliol de 1713 va participar en la Junta de Braços i es va declarar partidari de la guerra a ultrança. Aleshores presidia el Tribunal de la Vice-Règia Governació com a portantveus del general governador de Catalunya que era, i publicà el juliol del 1713 un ban que requeria als ciutadans que havien fugit de la ciutat que tornessin en un termini de dues setmanes i, en cas de desobediència, que s'atenguessin a les conseqüències. A finals de juliol, Pere de Torrelles decretava la confiscació dels béns de les famílies que havien deixat la ciutat i l'arrest dels desertors. Com a portantveus del general governador de Catalunya, va ordenar un arrest domiciliari per als nobles Antoni i Josep de Clariana i Gualbes, comte de Múnter, Antoni de Magarola i Ramon Meca i de Cardona, que havien pretès abandonar la ciutat. L'arrest domiciliari va servir per apaivagar els ànims del poble, que els acusava de traïdors.
El 28 de març de 1714 va renunciar al seu càrrec de portantveus del General Governador de Catalunya a causa de la seua avançada edat i va cedir el càrrec al seu lloctinent, Francesc de Saiol i de Quarteroni. Això no obstant, el 4 de setembre del 1714 participava en el gran consell dels Tres Comuns per discutir la proposta de capitulació borbònica.
Acabada la guerra, els seus béns van ser confiscats per l'administració borbònica, i sembla que va morir a finals del 1717, ja que el seu segon testament data del 2 d'octubre d'aquell mateix any, quan ja tenia 84 anys.